# 韁紋櫛鰭魚
韁紋櫛鰭魚，為輻鰭魚綱鮋形目六線魚亞目六線魚科的其中一種，為深海魚類，分布於東太平洋美國奧勒岡州至墨西哥下加利福尼亞海域，體長可達25公分，棲息在泥底質底層水域，以多毛類等為食，生活習性不明。